# Лебедев, Тимофей Алексеевич (физик)
Тимофей Алексеевич Лебедев (1901—1991) — советский учёный-физик; профессор, доктор технических наук.

## Биография
Ученик Н. А. Бартельса.
Работал в Ленинградском политехническом институте им. М. И. Калинина:
- 1948—1962 — декан механико-машиностроительного факультета
- 1947—1978 заведующий кафедрой металловедения.

Доктор технических наук (1939). Профессор по специальности «Металловедение».